# 南東方面艦隊
南東方面艦隊（なんとうほうめんかんたい）は、1942年12月に編成された日本海軍の方面艦隊である。司令部を主にラバウルに置き、ニューギニア島東部及びソロモン諸島周辺の海域を管轄区域とした。一般にメラネシアと呼ばれる海域である。

## 概要
南東方面（ソロモン・ニューギニア）担当の部隊は水上部隊の第八艦隊であったが、第十一航空艦隊のラバウル進出の際に第八艦隊が第十一航空艦隊司令長官の指揮を受けることになった。これが南東方面艦隊の編成の前段階である。
その後昭和17年12月に正式に第十一航空艦隊及び第八艦隊を統括指揮する艦隊として編成された。なお司令部要員は第十一航空艦隊司令部を兼任している。昭和18年11月15日に第九艦隊が新編され隷下部隊に加わるが、昭和19年3月25日で南西方面艦隊に転出している。
昭和20年5月29日に小沢治三郎中将が連合艦隊司令長官に就任したが、同期生ながら草鹿南東方面艦隊司令長官の方が先任順位が上で、先任者を後任者の指揮下に入れないという日本海軍の慣例のため、小沢の指揮系統からはずされて大本営直轄部隊に切り替えられた。終戦時にはラバウル・ブインなど主要拠点にわずかな警備隊を置くだけの状態に陥っていた。

## 歴代司令長官
1. 草鹿任一中将：1942年12月24日 -（終戦）

## 歴代参謀長
1. 中原義正少将：1942年12月24日 - 1943年11月29日
2. 草鹿龍之介少将：1943年11月29日 - 1944年4月6日
3. 富岡定俊少将：1944年4月6日 - 1944年11月7日
4. 入船直三郎中将：1944年11月7日 -（終戦）

## 隷下部隊

### 1942年12月24日、新編時の編制
- 第八艦隊
- 第十一航空艦隊
- 附属：第101航空基地隊

### 1943年11月15日、第九艦隊新編時の編制
- 直属
  - 第7潜水戦隊：長鯨
    - 第51潜水隊：呂100・呂104・呂105・呂106・呂108・呂109・呂110・呂111
- 第八艦隊
- 第九艦隊
- 第十一航空艦隊
- 附属：国川丸・王星丸・春島丸
  - 第101航空基地隊

### 1944年4月1日、戦時編制制度改定後の編制
- 第八艦隊
- 第十一航空艦隊
- 附属：第22魚雷艇隊
  - 佐世保鎮守府第101特別陸戦隊・第101・121・131設営隊

### 1944年8月15日、マリアナ沖海戦後の編制
- 第八艦隊
  - 第1根拠地隊
    - 第87警備隊
    - 第1通信隊
    - 呉鎮守府第7特別陸戦隊
    - 佐世保鎮守府第6特別陸戦隊

  - 第8根拠地隊
    - 第81警備隊
    - 第86警備隊
    - 第89警備隊
    - 第8潜水艦基地隊
    - 第8通信隊
    - 第8港務部

  - 第14根拠地隊
    - 第83警備隊
    - 第88警備隊
- 附属
  - 第938海軍航空隊
  - 第1輸送隊
- 第十一航空艦隊
  - 第958海軍航空隊
  - 第105航空基地隊
  - 第18設営隊
  - 第20設営隊
  - 第26設営隊
  - 第28設営隊
  - 第32設営隊
  - 第34設営隊
  - 第211設営隊
  - 第212設営隊
- 附属
  - 第11魚雷艇隊
  - 第22魚雷艇隊
  - 第101設営隊
  - 第121設営隊
  - 第131設営隊
  - 第2輸送隊

### 1945年6月1日、最終時の編制
- 直属：第14根拠地隊
  - 第83警備隊
  - 第89警備隊
- 第八艦隊
  - 第1根拠地隊
    - 第82警備隊
    - 第87警備隊
    - 第88警備隊
    - 第1通信隊
    - 呉鎮守府第7特別陸戦隊
    - 佐世保鎮守府第6特別陸戦隊

  - 附属部隊
    - 第20設営隊
    - 第26設営隊
    - 第32設営隊
    - 第34設営隊
    - 第121設営隊
    - 第131設営隊
- 第十一航空艦隊
  - 第958海軍航空隊
  - 第105航空基地隊
  - 第18設営隊
  - 第28設営隊
  - 第211設営隊
  - 第212設営隊
- 附属部隊
  - 第81警備隊
  - 第84警備隊
  - 第85警備隊
  - 第86警備隊
  - 第8潜水艦基地隊
  - 横須賀鎮守府第8特別陸戦隊
  - 第8通信隊
  - 第8港務部
  - 第101設営隊

所属艦艇:他軍艦×18、通信艦艇×4、輸送船×30、潜水艦×2、水上観測機×8、零式三座水偵×8、他水偵×8、九七三号艦攻×1機、零戦二一型×1機、零戦二二型×1機、水上機2機、司偵×1機